# Екологічні фактори
Екологі́чні фа́ктори, екологічні чинники або фа́ктори середо́вища — сукупність усіх чинників середовища (температура, вологість, світло, гравітація, субстрат, живі організми тощо), що діють на живий організм або надорганізмову систему (моноцен, демоцен, плейоцен, біом, біосфера). Не всі вони однакові за своїм значенням, вплив окремих компонентів взагалі незначний. Всю різноманітність екологічних факторів ділять за походженням і характером дії на три великі групи — абіотичні, біотичні та антропогенні. До абіотичних відносять фактори неорганічної або неживої природи, до біотичних — вплив живої природи, а також людини. Антропогенні фактори зумовлені діяльністю людини, вплив її на природу може бути як свідомим, так і стихійним, випадковим. Такий поділ певною мірою є умовним, оскільки кожен з факторів існує і проявляється лише як результат загальної дії середовища.

## Абіотичні фактори

### Кліматичні

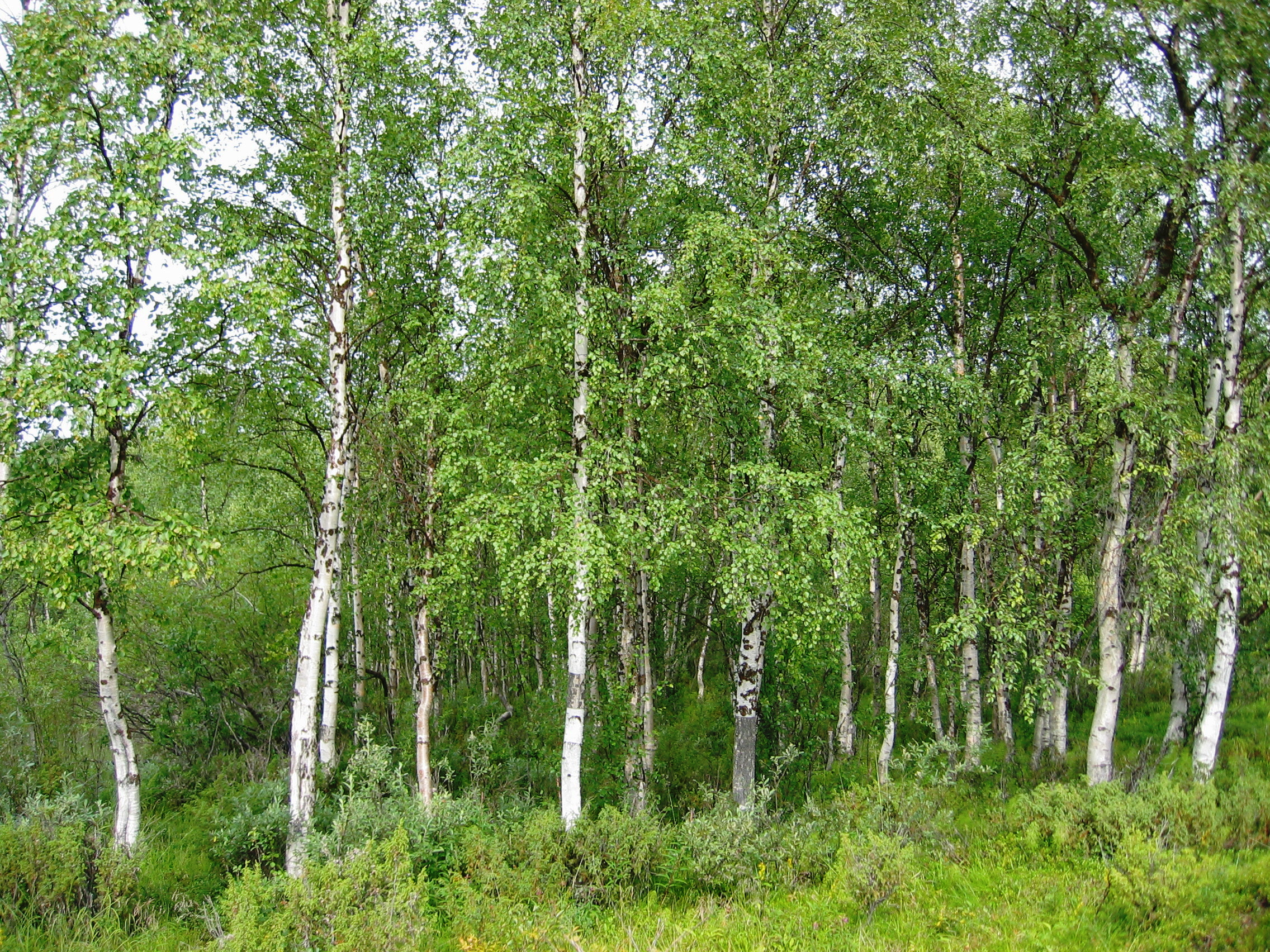
Берези — приклад геліофітів

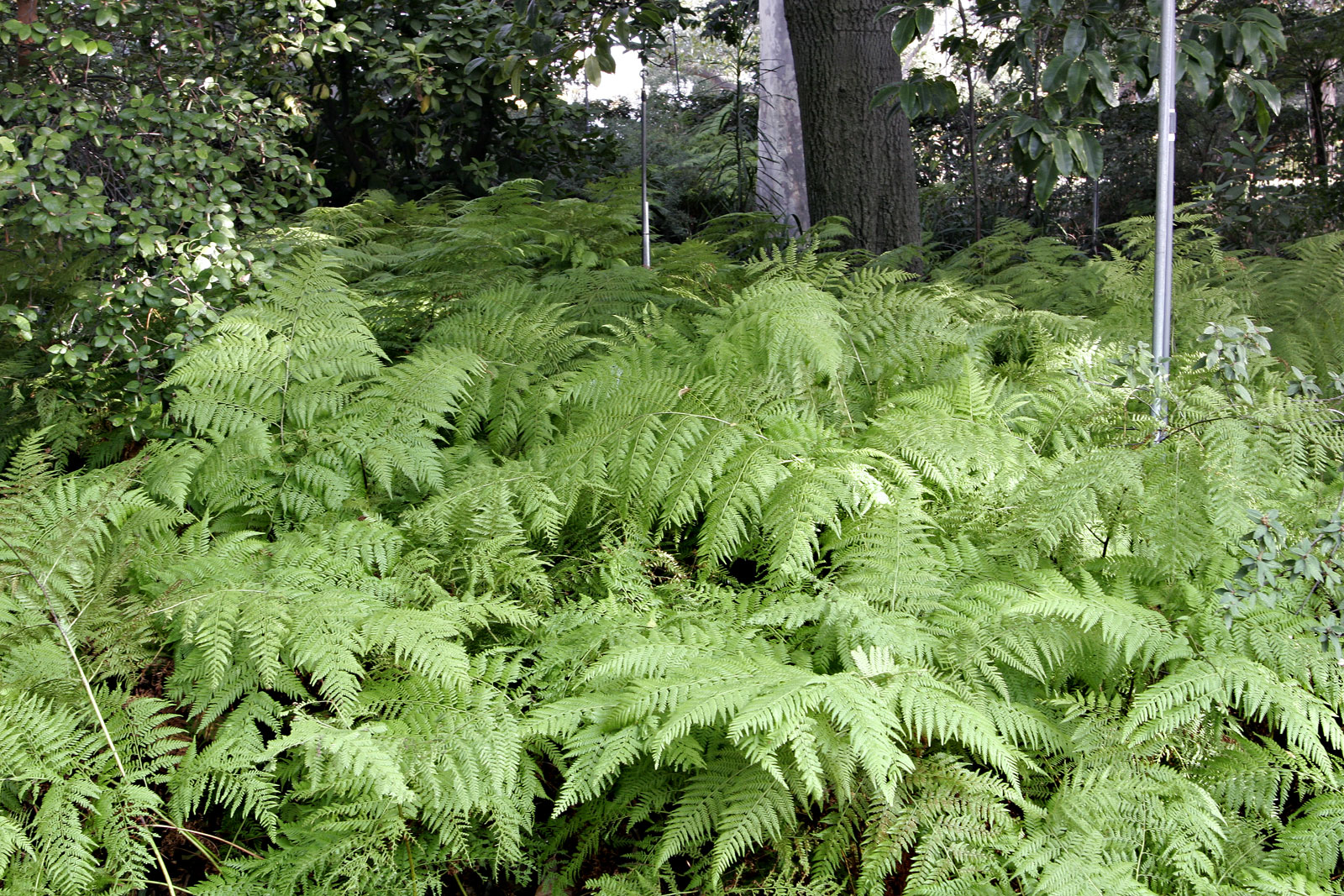
Папороті — тіньовитривалі рослини

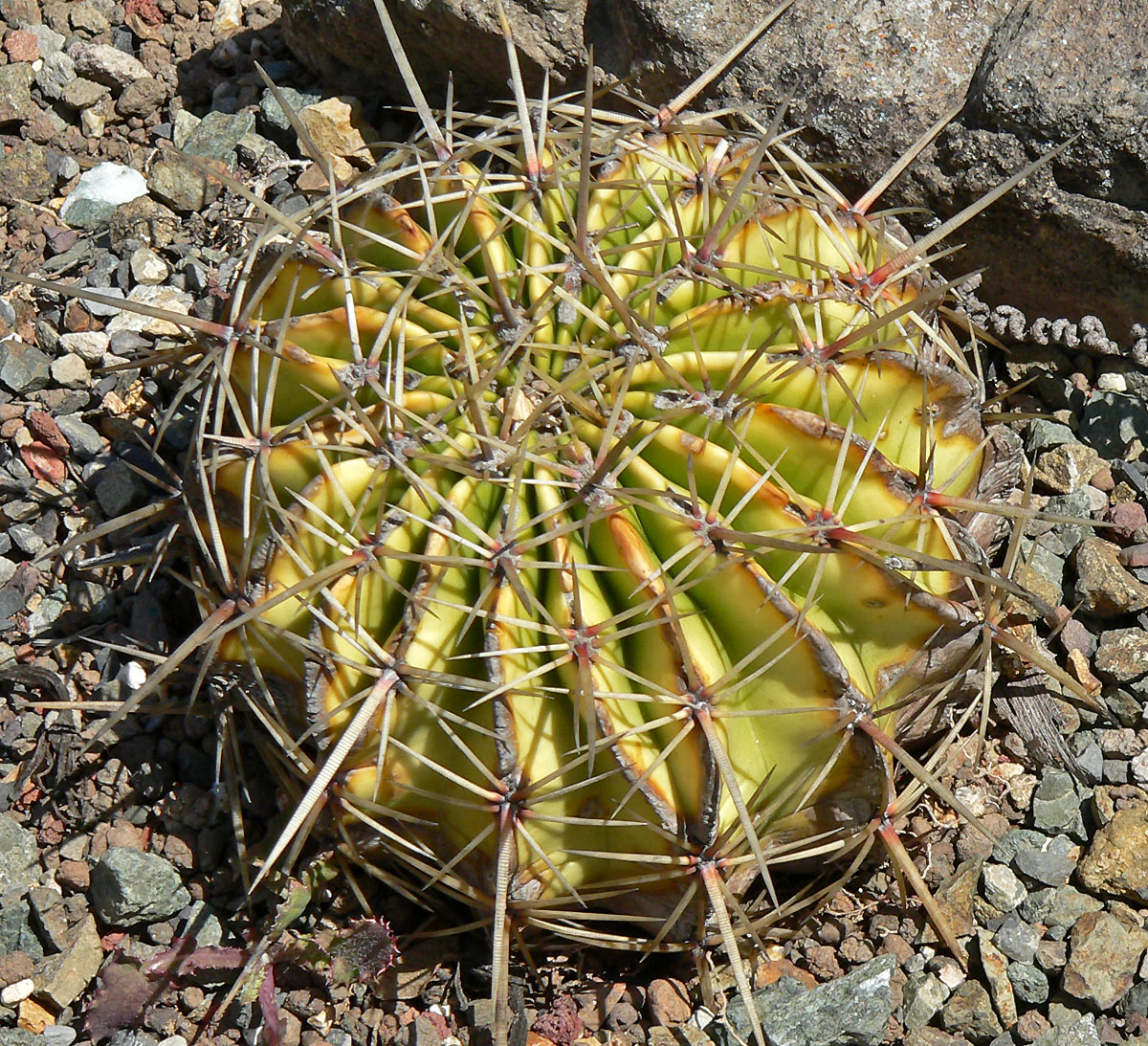
Кактуси добре пристосовані до нестачі вологи

Світло — це важливий фактор середовища, який визначає біологічні ритми (добові, місячні, річні) у житті більшості тварин та здатність їх орієнтації у просторі. Джерелами світла на Землі є Сонце, зірки і біолюмінесценція. Важливим аспектом світла як екологічного фактора є його інтенсивність та спектр як у видимому, так і в ультрафіолетовому, й інфрачервоному діапазонах довжин хвилі.
Світло є основним джерелом енергії, яка засвоюється рослинами у вигляді хімічних зв'язків у цукрах, а ті з рослинною біомасою є їжею для тварин. Сонячна енергія, яку зелені рослини поглинають і використовують у процесі фотосинтезу, називається фізіологічно-активною радіацією (ФАР). Це промені з довжиною хвилі 0,4…0,71 мкм, проте рослина поглинає енергію в цих межах неоднаково. До того ж, у житті рослини поза якістю світлових променів велике значення має кількість світла, тобто інтенсивність освітлення, яка буває неоднаковою в різні місяці вегетаційного періоду і залежить також від широти місцевості. Рослини на нашій планеті ростуть у різних світлових умовах: від надмірно освітлених гір, пустель, степів до напівтемних печер та морських глибин. Тому у рослин у процесі природного добору виникли численні пристосування до життя відповідно до того чи іншого світлового режиму. За відношенням до світла рослини поділяються на три основні групи: світлолюбні, або геліофіти, тінелюбні, або сциофіти, та тіневитривалі.
Світло впливає на біологічні ритми тварин, у зв'язку із адаптацією тварин до природних джерел світла на поверхні планети. Добові зміни освітленості відзначаються високою регулярністю, оскільки відбуваються завдяки астрономічним процесам — обертання Землі довкола своєї осі, і спричинюють добові зміни активності поведінки тварин. Так само річні зміни освітленості зумовлені кутом нахилу планети до своєї осі, і зумовлюють виникнення річних біоритмів у тварин. Місячні біоритми тварин зумовлені циклічністю зміни фаз Місяця, а відповідно й наростання чи спадання рівня нічної освітленості. Сприйняття тваринами спектральних відмінностей світла називається зором, який може бути монохромним або чорно-білим (наприклад, деякі черви, двостулкові й черевоногі молюски), дихромним або двоколірним — сприймається синє та червоне (наприклад, більшість ссавців), трихромним або триколірним — сприймається синє, жовте і червоне (наприклад, примати і людина) та тетрахромним або чотириколірним — сприймається ультрафіолетове, синє, жовте і червоне (наприклад, більшість комах, птахи, плазуни, риби, головоногі молюски та ін.). Деякі тварини (наприклад, гримучі змії, комарі) сприймають ще й інфрачервоне випромінювання, яке вже є теплом, або тепловим випромінюванням.

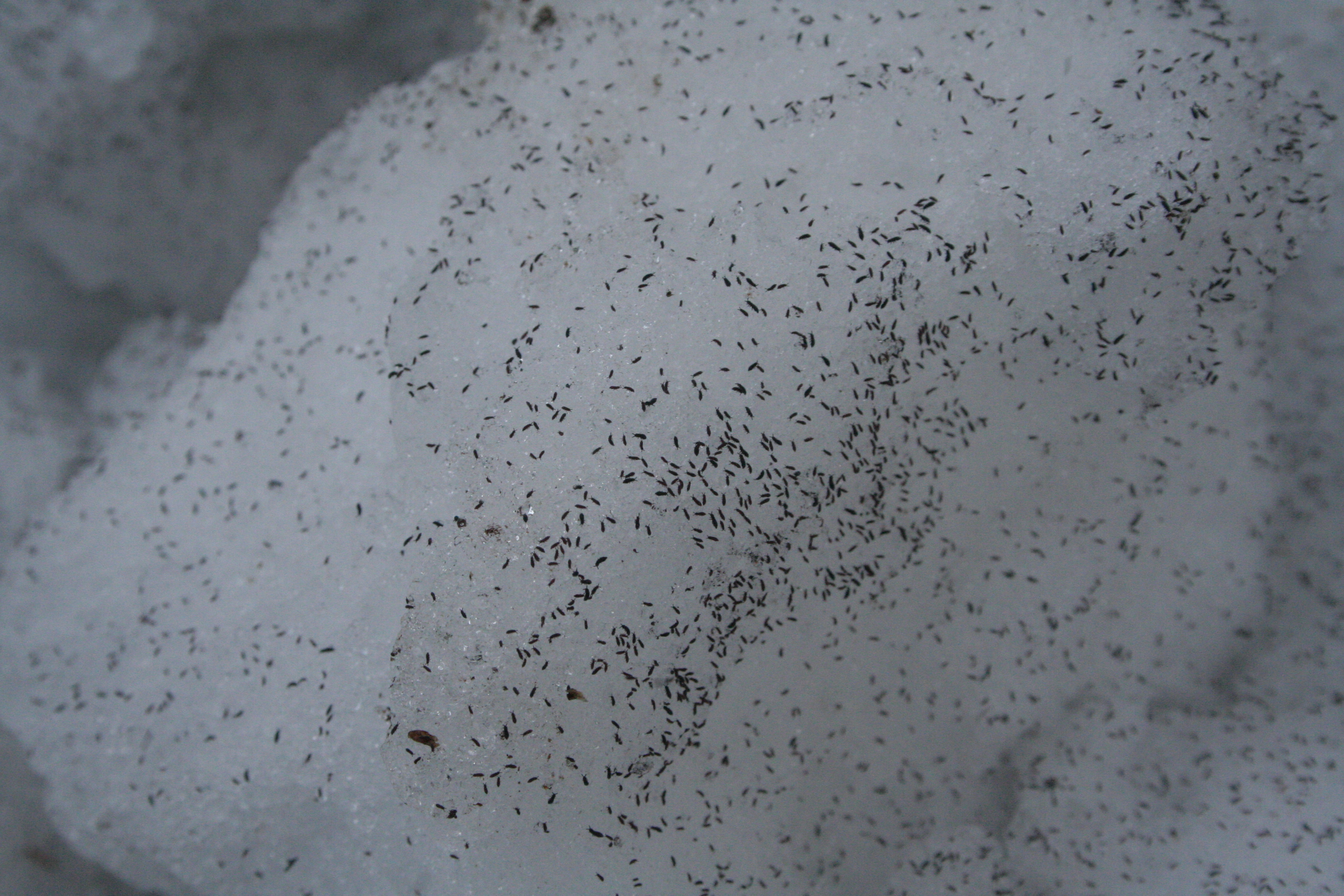
Колемболи Desoria nivalis є психрофілами

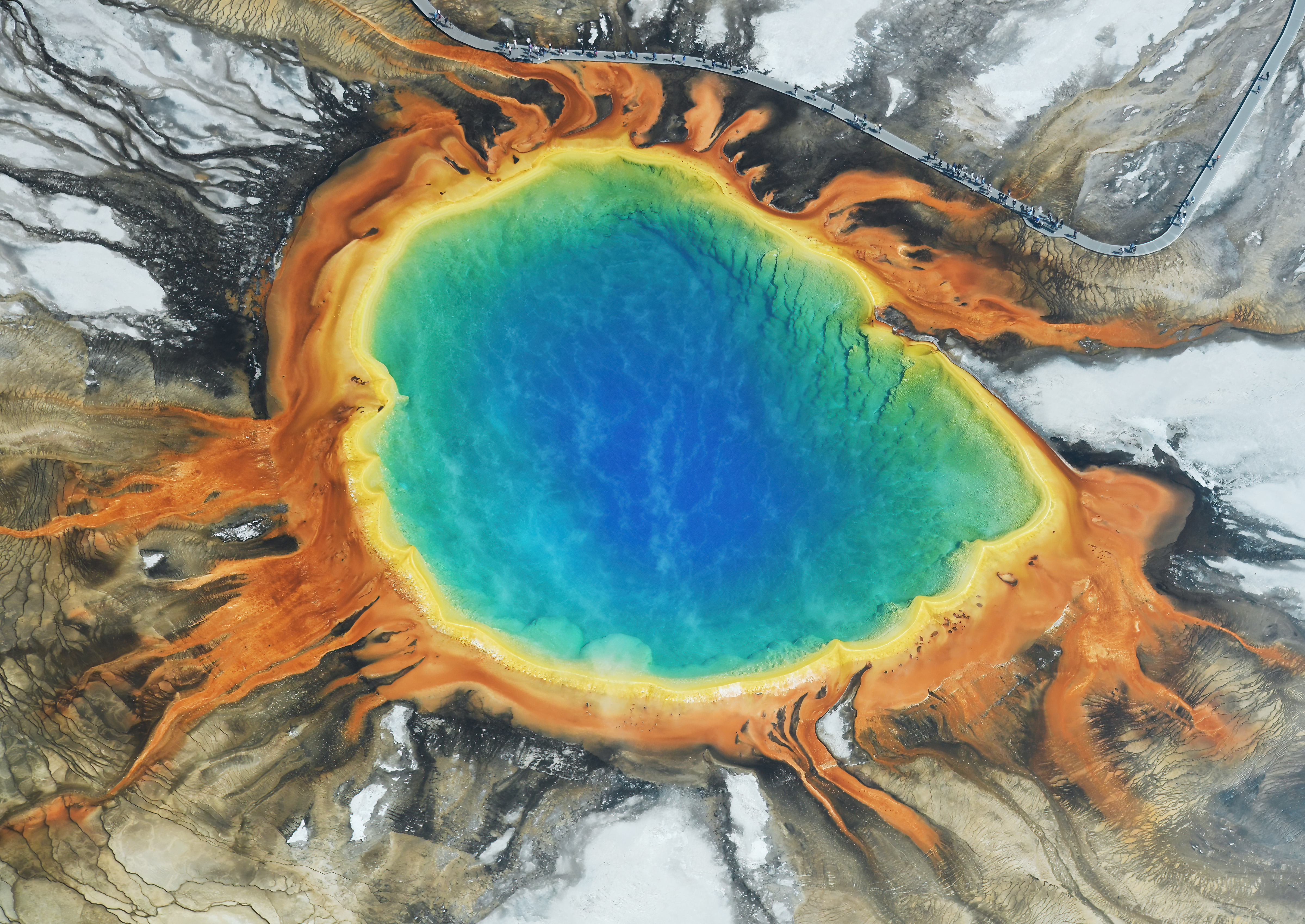
Яскраві кольори Великого призматичного джерела, Єллоустоунський національний парк, завдячують деяким термофілам

Температура є надзвичайно важливим екологічним фактором, і в першу чергу, через її вплив на швидкість хімічних реакцій у широкому розумінні цього слова.
За відношенням до температури виділяють дві екологічні групи рослин: теплолюбні — термофіли; холодолюбні — психрофіли. Теплолюбними називають рослини, що добре ростуть і розвиваються в областях тропічного, субтропічного та помірного поясів в умовах високих температур. До холодолюбних належать види, що живуть у полярних і високогірних областях, або ті, що займають холодні екологічні ніші.
Більшість термофільних рослин в умовах тропічного і субтропічного клімату здатні перенести дуже високу температуру. Окремі частини рослини можуть нагріватися до +60…+65°С (інколи протягом тривалого періоду), наприклад, наскельні лишайники. Найвища температура, при якій знайдено живі синьо-зелені водорості в термальних водах, +85 °C, бактерії +88 °C. Вищі рослини в термальних водах відсутні. У природі уже при 40 °C більшість видів виявляють ознаки пригніченості.
Рослини здатні витримувати і гранично низькі температури до −80 °C (водорості в товщі льоду в Антарктиді), в районах, де живуть вищі рослини, відмічена температура −65 °C (Якутія) — модринові ліси.
Для тваринних організмів температурний фактор визначає швидкість протікання біохімічних реакцій та активності ферментів, а відповідно й активності усього організму, особливо в пойкілотермних видів. Температура тіла останніх залежить від температури середовища і чим вища температура середовища, тим активнішими будуть пойкілотермні організми. Проте, зростання температури середовища може призвести до перегріву організму й загибелі тварини, тому важливі три основні аспекти температури як екологічного фактора: загрозливо низькі температури, загрозливо високі та проміжні. Якщо перші два інтервали температур здебільшого спричинюють смерть, то проміжне між ними значення вміщує зону оптимуму (закон оптимуму або толерантності Шелфорда), в межах якої при зростанні температури на 10 °C, у пойкілотермних тварин, швидкість метаболізму зростає у 2,5 рази. Окрім того, температура може виступати як імпульсний або стимулюючий фактор — у розвитку багатьох видів комах помірної або полярної кліматичних зон, змінна температура спричинює прискорення розвитку ембріону, личинки чи німфи, тоді як постійна спричинює сповільнення цих процесів.
Вода/Вологість — це один із трьох найважливіших абіотичних екологічних факторів суходолу, що мають визначальний вплив на живі організми. Вода є основою внутрішнього середовища усіх клітинних живих організмів, виступає універсальним розчинником і середовищем протікання біохімічних реакцій. Вода, як екологічний фактор, виступає в ролі зовнішнього середовища, питної води та вологості повітря. Для водних організмів вода виступає також і зовнішнім — довкіллям, з яким вони вступають у водо-, газо- та сольовий обміни. Суходільні організми потребують постійного надходження води ззовні, тому вони розвинули низку пристосувань для використання, економії та поповнення води у своєму внутрішньому середовищі. Вологість повітря має визначальне значення для життєдіяльності та поширення живих істот, і визначається абсолютним і відносним її показниками. Абсолютна вологість повітря — це кількість водяної пари в 1 м3 повітря.
Важливим фактором водного середовища є її хімічний склад, а насамперед її солоність. Відповідно, водне середовище поділяють на прісне (річки, озера, ставки тощо), солонувате (гирла річок, опріснені морські акваторії та ін.) та солоне (морські басейни, океан, солоні озера тощо). Відповідно організми поділяють на прісноводні та морські або солоноводні, окрім них також є прохідні — це такі організми (виключно тварини), які частину життєвого циклу проводять у прісних водоймах, а іншу — у солоних, причому для розмноження повертаються у прісні водойми або морські.
Повітря як кліматичний фактор постійно впливає на рослини. Цей вплив викликаний рухом повітря (вітром). Крім того, повітря є одним із джерел живлення рослин. Повітряне живлення зеленої рослини — фотосинтез — тісно пов'язане з використанням Карбону. Майже половина сухої маси рослини припадає на Карбон, засвоєний нею з повітря.
Хімічний склад повітря в різних зонах земної кулі досить одноманітний. Екологічно важливим для рослин є наявність чистого повітря без різних домішок, багато з яких згубно впливають на рослину. Це оксид сірки (IV), вихлопні гази, різні оксиди, похідні ацетилену, свинцеві сполуки тощо.
Певну роль у житті рослин відіграє також рух повітря. Вплив вітру може бути прямим і непрямим. Прямий вплив багатогранний, це перш за все механічна дія: вітролом, пошкодження дерев і кущів. Формотворча роль вітру помітна на багатьох рослинах відкритих місць — тундр, степів, напівпустель, пустель (прапороподібні, сланкі і карликові форми тощо). При побічному впливі змінюється обстановка для зростання рослин: видування ґрунту, оголення коренів, засипання рослин піском, снігові заноси, висушування надземної частини, температурні перепади, зниження фотосинтезу тощо.
Позитивний вплив вітру в житті рослин виявляється в перехресному запиленні великої групи анемогамних рослин, до якої належить понад 10 % усіх голонасінних та покритонасінних рослин. Насамперед це дерева (сосна, дуб, ялина, ліщина, тис та ін.), майже всі злакові, осоки, хміль, коноплі, рослини тундри і високогірних поясів, де немає комах. Насіння та плоди рослин також переносяться на великі відстані (до 40 км) за допомогою вітру.

### Едафічні фактори
Ґрунт
Ґрунт є одним із компонентів наземних екосистем і природною основою їх функціонування, а рослинність — важливим фактором ґрунтоутворення, проте ґрунт визначає досить часто тип рослинності.
Всі рослини, залежно від наявності в ґрунтах поживних речовин, розділяють на три групи: еутрофи, мезотрофи і оліготрофи.

### Орографічні фактори
Рельєф не здійснює прямого впливу на життя рослин, проте впливає на ґрунтотворення, а характер рельєфу, місцеположення в ньому рослин або рослинного угруповання значно впливає на життя рослин, регулює їх співвідношення і дію прямих екологічних факторів. Із зміною рельєфу змінюються кліматичні і ґрунтові умови. Таким чином, за рахунок рельєфу збільшується різноманітність умов зростання і відповідно урізноманітнюється флористичний склад.
Залежно від величини форм рельєфу виділяють три категорії: макрорельєф (гори, низовини, міжгірські западини), мезорельєф (пагорби, яри, гряди, степові блюдця тощо), і мікрорельєф (мілкі западини, нерівності, пристовбурові підвищення та ін.). Цей поділ умовний. Макрорельєф створює на обмеженій площі широку амплітуду висот, що, своєю чергою, викликає зміну кліматичних комплексів і відповідно до висоти змінюється і характер рослинного покриву. Характер висотної поясності залежить насамперед від положення гір у системі широтних зон, висоти гір і експозиції схилів. Мезорельєф також впливає на розподіл рослинності. Прикладом може бути заплава. Велике значення для життя рослин має експозиція схилів та їх крутизна. Відомо, що на схилах південної експозиції освітлення більш інтенсивне і температура вища, режим зволоження інший, ніж на північних. У зв'язку з неоднаковими умовами на схилах різної експозиції помітно розрізняються склад рослинності, зовнішній вигляд і стан рослин. На південних схилах вище розміщується пояс деревної рослинності. Вплив експозиції виявляється не лише в горах, а й на невеликих горбах, підвищеннях і навіть на рівнинах.

### Хімічні фактори
До хімічних факторів відносяться: хімічний склад атмосфери, прісних і морських вод, ґрунту тощо.

### Фізичні фактори
До фізичних факторів відносяться: шум, магнітні поля, теплопровідність і теплоємність, радіоактивність, інтенсивність сонячного випромінення.

## Біотичні фактори
Біотичні фактори, включають в себе весь комплекс впливу на даний живий організм, який виникає в результаті співіснування цього організму з іншими тваринами і рослинами. — фітогенні — мікробіогенні — зоогенні — антропогенні

### Гомотипові взаємодії (коакції)
- Розмноження (шлюбна поведінка, спарювання, народження тощо).
- Груповий ефект — це оптимізація фізіологічних процесів, яка веде до підвищення життєздатності під час об'єднання тварин одного виду в групи.
- Масовий ефект — це перенаселення середовища існування особинами одного виду.
- Внутрішньовидова конкуренція — це суперництво між особинами одного виду за життєво важливі ресурси.

### Гетеротипові взаємодії (коакції)

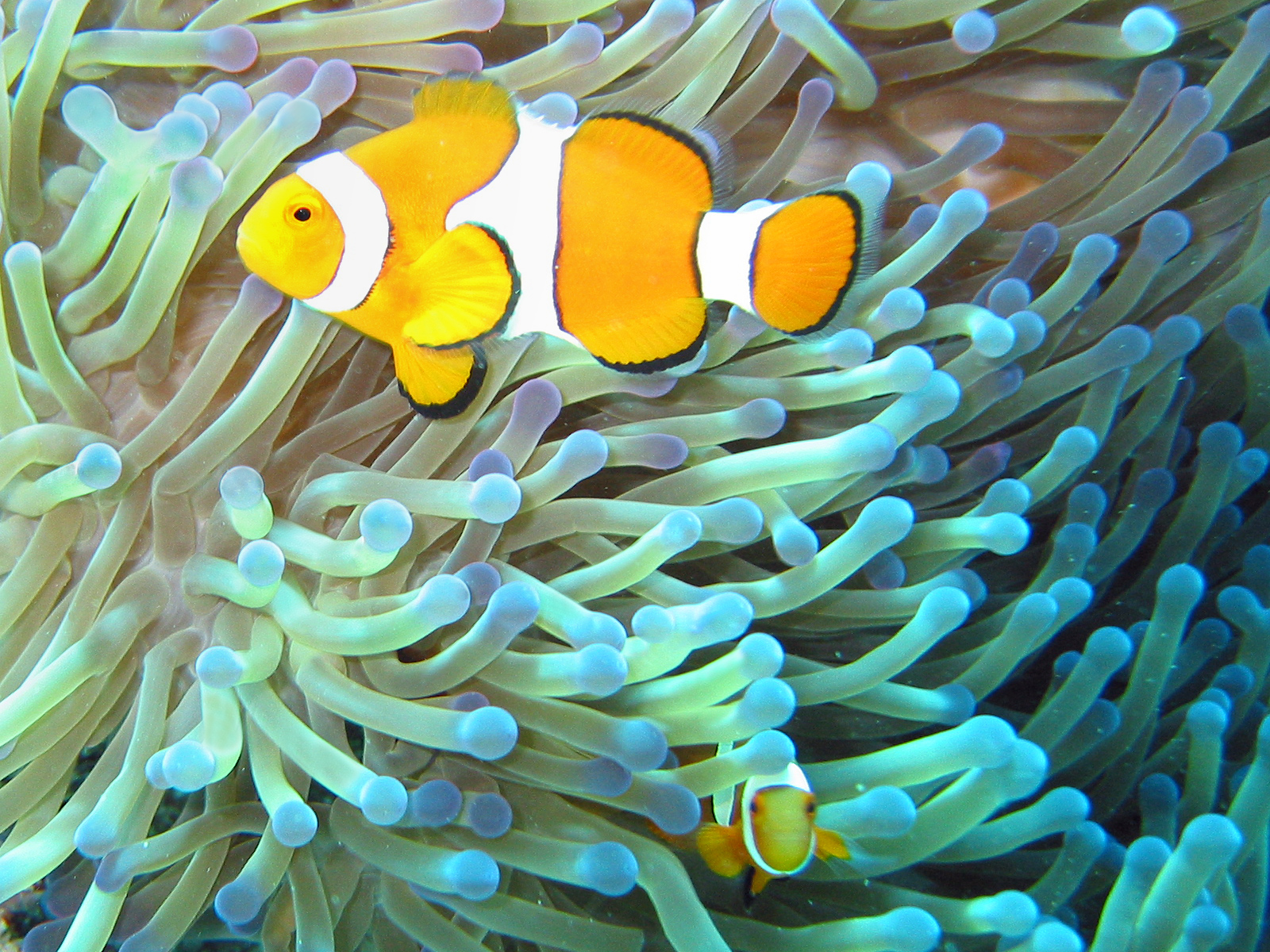
Анемонова риба біля морського поліпу — приклад симбіозу

- Протокооперація — це взаємодія між популяціями двох видів, при якій обидва одержують взаємовигідну користь, але їх співіснування є факультативним.
- Мутуалізм або симбіоз — це взаємодія популяцій двох видів, при якій розвивається залежність одне від іншого — облігатний симбіоз.
- Синойкія чи метохія — тісне співжиття організмів різних видів, при якій один із організмів може отримувати для себе користь, не причиняючи шкоди іншому організму.
- Коменсалізм — це взаємодія між популяціями двох видів, при якому один з видів отримує користь, не завдаючи шкоди іншому.
- Хижацтво — це поїдання одним організмом (хижаком) іншого організму (жертви), причому останній до нападу повинен бути живим, а не мертвим, що відрізняє хижацтво від детритофагії. Існує чотири основні категорії хижаків: справжні хижаки, пасовищні хижаки, паразитоїди та паразити. Справжні хижаки — це істоти, що у процесі живлення ловлять і вбивають свою жертву, після чого її поїдають цілком або частково. Впродовж життя вони вбивають велику кількість жертв, що можуть належати до різних видів. Пасовищні хижаки — це істоти, які живлячись не вбивають своєї жертви, але поїдають її частину, чинячи їй шкоду. За своє життя вони харчуються різноманітними жертвами з різних видів. Паразити — це істоти, що тісно пов'язані з однією або кількома особинами одного чи кількох видів впродовж усього свого життя, вони поїдають частину жертви, завдаючи їй шкоди. Паразитоїди — це істоти, які нападають на свою жертву, відкладаючи у неї яйця, личинка що вивелась вбиває свого хазяїна. Модель Лотки-Вольтера — це тип взаємодії популяцій хижака і жертви, коли ріст популяції хижака залежить від росту популяції жертви.
- Нейтралізм — співіснування двох видів на одній території не здійснює на них безпосереднього впливу та не має ні позитивних, ні негативних наслідків.
- Аменсалізм — один вид пригнічує життєдіяльність іншого, але при цьому не відчуває негативного або позитивного впливу у відповідь.
- Міжвидова конкуренція — це будь-яка взаємодія між двома чи більше популяціями різних видів, що негативно впливає на їх ріст і виживання особин. Міжвидова конкуренція проявляється у двох варіантах: алелопатії, або безпосередньої взаємодії, та конкуренції за ресурс, або опосередкованої взаємодії. Алелопатія — це конкурентна взаємодія між двома популяціями різних видів за посередництва хімічних речовин, що спричинює цілковите витіснення одного організму іншим.

## Антропічні фактори

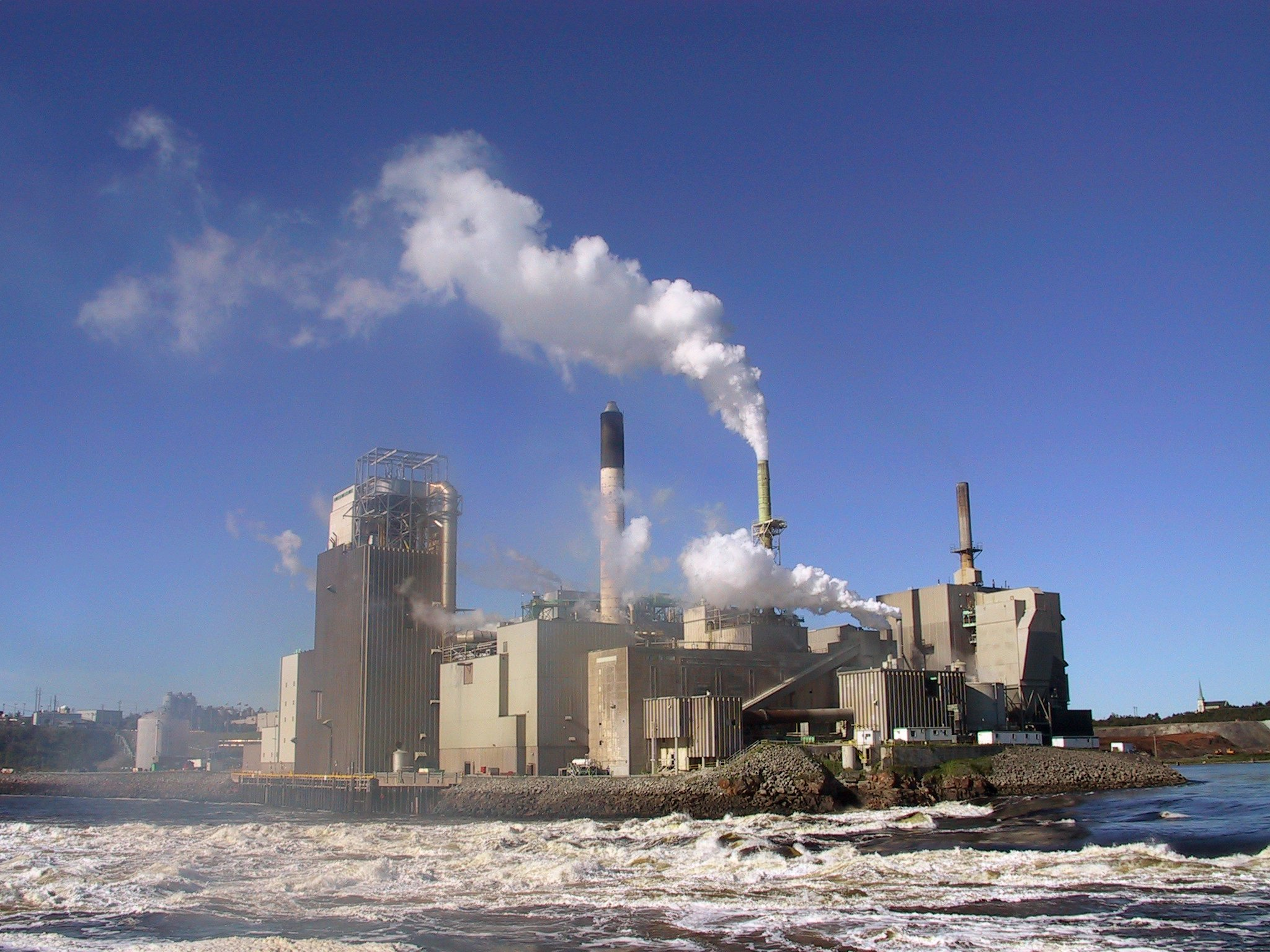
Завод із переробки паперу в Канаді

Антропічні або антропогенні фактори — такі фактори, агентами яких є людина (безпосередньо або внаслідок своєї діяльності). Роль антропічного фактора весь час зростає. Дія людини на рослинні угруповання може бути прямою (безпосереднє споживання, вирощування в системі сільського господарства, використання рослинних ресурсів, інтродукція, пряме винищення тощо) та непрямою (деградація та позитивні зміни в фітоценозах, вимирання одних видів та розповсюдження інших внаслідок різних видів людської діяльності). За результатом вплив людини умовно поділяють на позитивний та негативний. Людина може навіть істотно змінювати ландшафт. Так, у країнах Середземномор'я, особливо в Греції, свійські тварини (вівці, кози) ще за античних часів винищували багату та різноманітну рослинність. Великих втрат зазнали ліси нашої планети, особливо Європи, Малої Азії, Північної Африки, Куби. Тепер загроза нависла над сельвою Південної Америки.
Деякі автори виділяють окремо антропічні фактори (зірвана квітка, зрубане дерево) і антропогенні фактори (фабрика, завод і т. д.)

## Інші класифікації екологічних факторів
У 1958 р. А. С. Мончадський запропонував класифікацію факторів за характером їхньої дії.
- Стабільні фактори — ті, що не змінюються протягом тривалого часу (земне тяжіння, сонячна стала, склад атмосфери та ін.). Вони зумовлюють загальні пристосування організмів, визначають належність їх до мешканців певного середовища планети Земля.
- Змінні фактори, які своєю чергою поділяються на закономірнозмінні і випадковозмінні До закономірнозмінних належить періодичність добових і сезонних змін. Ці фактори зумовлюють певну циклічність у житті організмів (міграції, сплячку, добову активність та інші періодичні явища і життєві ритми). Випадковозмінні фактори об'єднують абіотичні, біотичні, і антропічні фактори, дія яких повторюється без певної періодичності (коливання температур, дощ, вітер, град, епідемії, вплив хижаків та ін.). Ці фактори впливають на чисельність популяцій і значною мірою зумовлюють амплітуду її коливань.

За відношенням до екосистеми екологічні фактори поділяють на:
- Екзогенні — фактори, які впливають на живі організми із зовнішнього середовища, і зворотної дії на екосистеми не мають (радіація, інтенсивність атмосферних опадів, тиск, швидкість повітря, температура та ін.).
- Ендогенні — фактори, які виходять із самої системи, утворюють її склад (чисельність особин, біомаса, взаємодія популяцій).

За ступенем впливу на організм екологічні фактори поділяють на:
- життєвонеобхідні;
- факультативні активні;
- факультативні нейтральні.

Крім цих груп слід виділити сигнальні і орієнтаційні фактори, які безпосередньо на метаболізм не впливають, але є причиною зміни стану або поведінки організмів. До сигнальних факторів належать різні природні явища, які передують появі несприятливих факторів і завдяки сприйманню яких організм завчасно може перебудувати свій метаболізм або поведінку. Наприклад, скорочення дня є сигналом для підготовки до зими (накопичення жиру, формування міграційних зграй, міграції і впадання у сплячку деяких видів тварин). Орієнтаційні фактори також виконують сигнальну роль і сприймаються органами чуттів для визначення положення в просторі і часі. Деякі риби і птахи за розташуванням зірок на небі визначають міграційні шляхи. Орієнтиром можуть бути також особливості рельєфу, споруди людини.

## Вплив факторів на живі організми

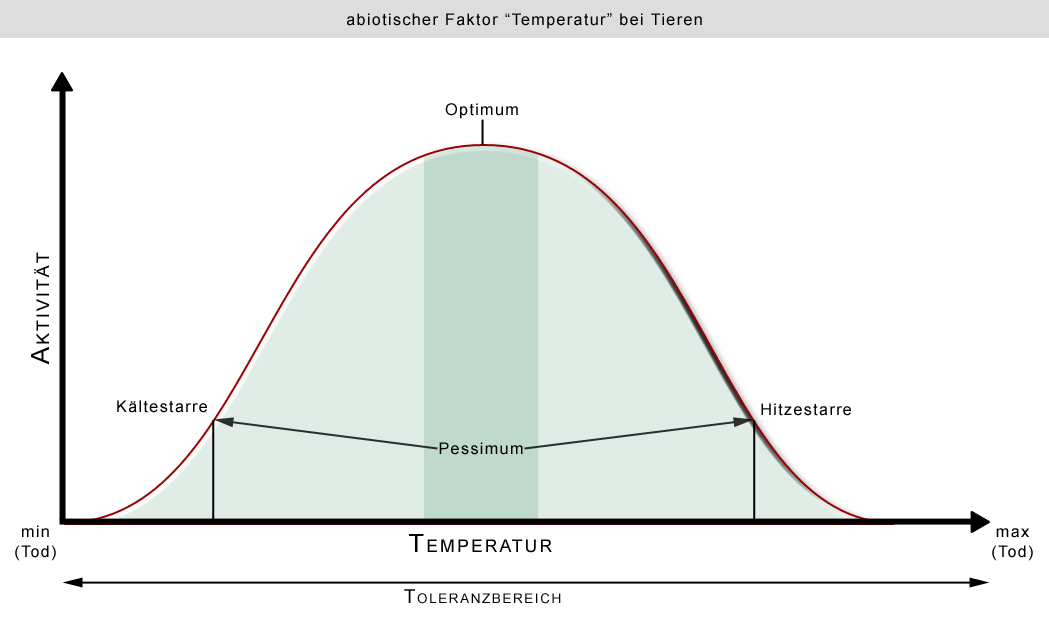
Ілюстрація закону толерантності Шелфорда

Середовище впливає на організм через абіотичні фактори температури, вологості, світла, тиску, хімічних характеристик субстрату тощо, а організм на середовище впливає, головним чином, зміною хімізму субстрату, виснаженням трофічних і енергетичних ресурсів і зміни мікрокліматичних навколишніх умов. Вплив середовища на окремий організм, за посередництва біотичних факторів, проявляється в доступності трофічного ресурсу (наприклад, їжу може з'їсти інша тварина), можливості розмноження (наприклад, зустріч з особиною протилежної статі, наявності вільної території для розмноження і виведення потомства тощо), загроза хижака (наприклад, особину може з'їсти хижак) тощо.
Екологічні фактори впливають на поведінку тварини, її активність, обмінні процеси в її організмі, розвиток і морфогенез. Будь-який фактор має або безпосередній вплив, або сигнальний (опосередкований) вплив на організм. У першому випадку чинник впливає механічно (наприклад, гравітація, електричне і магнітне поля, вітер тощо) або фізіологічно — зміною обмінних процесів (наприклад, зміна температури середовища приводить до прискорення або уповільнення метаболізму) та зміною внутрішнього середовища (наприклад, зневоднення). У другому випадку зміна будь-якого фактору може бути дуже незначною і не чинить якогось відчутного впливу на організм, проте, ця незначна зміна слугує сигналом організму для початку внутрішніх перебудов до можливих змін у середовищі (наприклад, зміна довжини світлового дня є сигналом до початку міґрацій у перелітних птахів).

### Закон оптимуму (толерантності) Шелфорда
У природних умовах не завжди можна розрізнити вплив окремих факторів та їх наслідків. Організми завжди відчувають на собі сукупний вплив різних екологічних факторів. На них одночасно впливають взаємопов'язані між собою температура, вологість, світло, повітря, сусідні організми. Вплив будь-якого фактору на організм визначається його інтенсивністю — існують межі значення фактора (вони є суто індивідуальні, але одночасно властиві для всіх особин конкретного виду), при яких життєдіяльність організму неможлива, тобто наступає смерть — точки екстремуму, й існують показники фактора, за яких організм може підтримувати, але пригнічену життєдіяльність — це межі песимуму, або почуватись комфортно і давати потомство — межі оптимуму або комфорту.
Здатність виду існувати при різних значеннях фактора називають його екологічною валентністю або екологічною амплітудою.
Організми які можуть існувати при широкій амплітуді фактора називають еврибіонтними, а ті які існують при обмежених значеннях будь-якого фактора — стенобіонтні.

### Закон мінімуму Лібіха

Бочка Лібіха

Для нормального існування організму необхідний набір факторів. З усього комплексу екологічних факторів, що діють на живий організм, найбільший лімітуючий вплив має той фактор, показник якого найвіддаленіший від оптимуму конкретного виду.
Німецький вчений Юстус Лібіх встановив, що продуктивність рослин залежить від того мінерального елементу, вміст якого у ґрунті найменший. Наприклад, якщо вміст фосфору у ґрунті лише 20 % від норми, а кальцію — 50 % від норми, то обмежуючим фактором буде недостача фосфору.

### Закон сукупної дії факторів
Закон сукупної дії факторів, закон фізіологічних взаємодій, закон, який полягає в тому, що величина урожаю (φ) залежить не тільки від будь-якого одного (хоча б навіть лімітуючого) фактора, але і від всієї сукупності діючих факторів одночасно.

### Закон компенсації факторів
Закон компенсації факторів, ефект компенсації факторів, закон взаємозамінності факторів, закон Рюбеля — закон, згідно з яким відсутність або недостатня кількість деяких екологічних факторів можуть бути компенсовані іншими близькими (аналогічними) факторами.